# 房客
〈房客〉（英語：The Lodger）是英國科幻電視影集超時空博士第五季的第十一集，於2010年6月12日透過英國廣播公司第一台首播。本集由加雷思·羅伯茨編劇，並改編自他2006年在神秘博士雜誌中所寫的一篇同名漫畫。
本集講述主角第十一任博士（由馬特·史密斯飾）在駕駛他的時光機TARDIS時，因一股不明力量防止TARDIS降落而被困在地球上，與他的搭檔艾米·邦德（由凯伦·吉兰飾）分離。為了調查這個地方到底出了什麼事，博士暫時搬進克雷格·歐文斯（由詹姆斯·科登飾）的家中。而博士也在此程中同時向克雷格和他的女朋友蘇菲（由黛西·哈格德飾）學習如何融入平凡人的日常生活中。
該劇的主編，史蒂芬·莫法特非常欣賞羅伯茨在雜誌裡的那篇漫畫，所以鼓勵他將該漫畫改編成電視劇中的其中一集。雖然漫畫中主要的成份都出現在電視的改編版中，但羅伯茨仍然將劇本重新寫了一遍。房客這一集總共有644萬人觀看，為超時空博士第五季中最少人收看的一集。但此集的欣赏指数為本季最高，而評論對此集大多持正面評價。影評們高度讚賞史密斯和科登之間的演技，但對本集的结局大失所望。